# Jacques François Joseph Swebach-Desfontaines
Jacques François Joseph Swebach-Desfontaines, dit « Fontaine », ou « Swebach-Desfontaines », né le 19 mars 1769 à Metz et mort le 10 décembre 1823 à Paris, est un peintre et dessinateur français.

## Biographie
Swebach-Desfontaines apprend d'abord le métier avec son père, puis auprès de Joseph-Siffred Duplessis, et enfin de Michel Hamon-Duplessis, à Paris. Spécialiste des scènes de bataille, il illustre brillamment la geste napoléonienne[réf. nécessaire]. Il est aussi reconnu pour ses scènes de genre. Dans les années 1780 il fréquente les bois autour du château de Fontainebleau, de même que Lazare Bruandet et Georges Michel, précédant de plusieurs décennies les artistes de la future école de Barbizon.
Pendant la Révolution, il peint des œuvres dans le genre patriote, comme Le Jeune Darruder ou Joseph Agricola Vialla, toutes deux mises au burin par Descourtis. En 1798 il expose au Salon de peinture et de sculpture six tableaux : Une marche d'armée, Halte de cavalerie, Convoi d'artillerie, Marché aux chevaux, Attaque au moulin retranché et Rencontre de cavalerie à l'issue d'un bois.
Premier peintre de la manufacture de Sèvres de 1802 à 1813, Swebach-Desfontaines crée de nombreux cartons pour celle-ci où il est très apprécié par Alexandre Brongniart pour son talent et sa vitesse d'exécution : Brongniart le juge comme « le premier dans son genre après Vernet pour les scènes de batailles de chevaux ».[réf. nécessaire]
Il travaille aussi pour la manufacture de porcelaine Dihl et Guérhard en 1806.

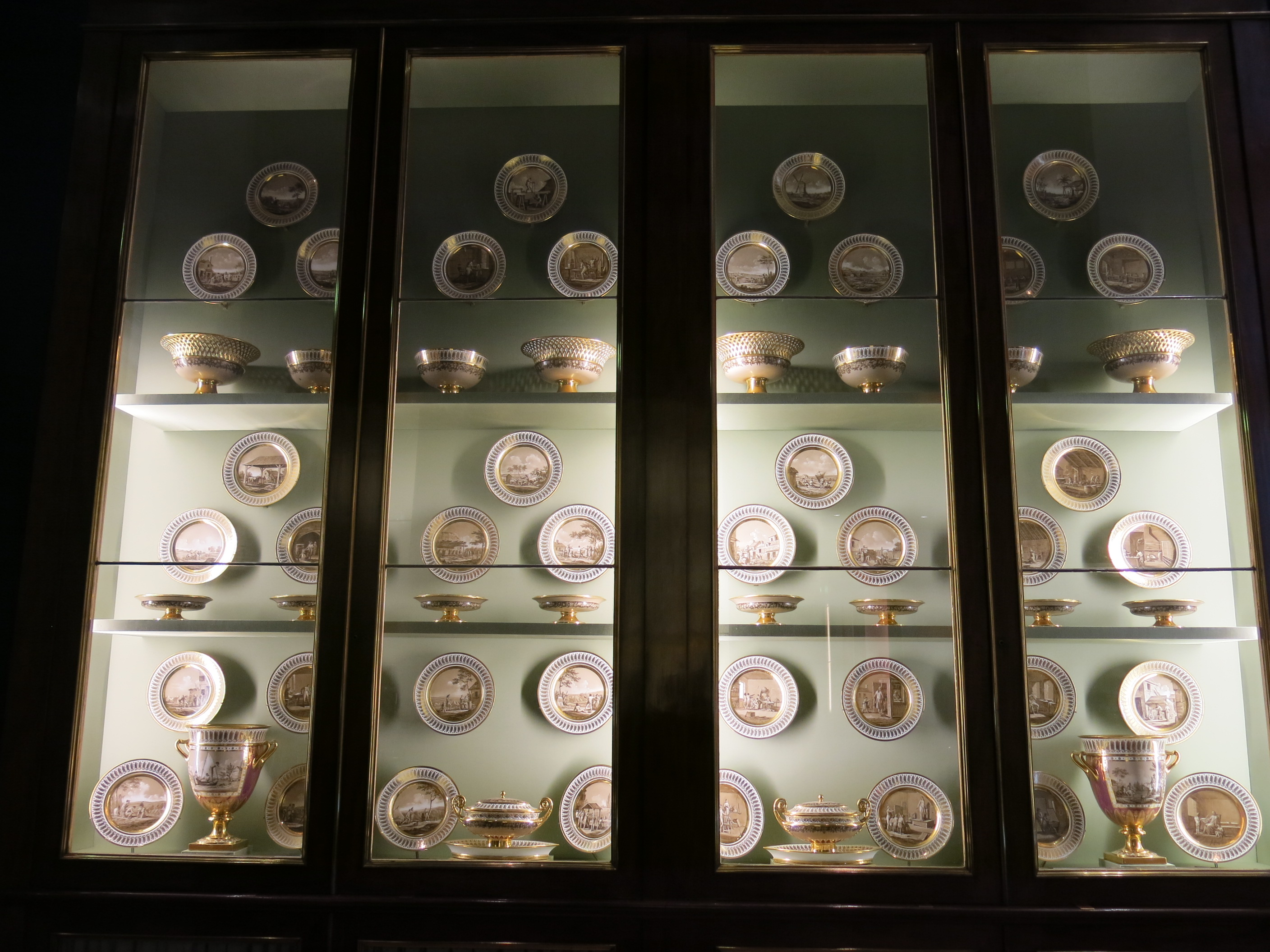
Le service encyclopédique, Paris, musée du Louvre.

On lui doit notamment une partie du « service encyclopédique », réalisé en 1805-1806 à Sèvres à la demande de Napoléon Ier souhaitant récompenser son secrétaire d'État Hugues Bernard Maret pour ses services rendus lors de l'organisation du mariage de Stéphanie de Beauharnais avec le futur Charles II de Bade. Le « service encyclopédique », qui reproduit des illustrations de l'Encyclopédie ou Dictionnaire raisonné des sciences, des arts et des métiers de Diderot et d'Alembert, comprend 60 assiettes plates, 12 compotiers, deux sucriers, quatre corbeilles rondes, deux vases à glace et quatre jattes à fruit ; seules deux pièces manquent aujourd'hui. Le service a été donné au musée du Louvre par Hugues Lepic (en), descendant de Hugues Bernard Maret. Un deuxième service encyclopédique, réalisé à Sèvres en 1807-1808, est aujourd'hui conservé à la Résidence de Munich.
Il contribue à la décoration du service personnel de l'empereur, dont deux assiettes  L'Épée de Frédéric II de Prusse transportée à l'hôtel des Invalides le 17 mai 1807 (dépôt du musée de Malmaison) et Vue du canal de l'Ourcq, 1808.
Il eut un élève très doué : le marquis Julien de la Croix de Chevrières de Sayve, qui enseigna la peinture à sa fille Cécile, future épouse du comte Louis Marie du Couëdic de Kergoaler.[réf. nécessaire]
Entre 1815 et 1817, il est appelé à Saint-Pétersbourg pour y diriger la manufacture impériale de porcelaine.[réf. nécessaire]
À sa mort, il est inhumé à Paris au cimetière du Père-Lachaise (16e division). Il a laissé de nombreuses estampes et dessins.
Il épouse Antoinette-Prudence Pujolle avec qui il a deux fils[réf. nécessaire], dont Bernard-Édouard Swebach (ou Chwebach ; Paris, 1800-Versailles, 1870), inventeur d'un procédé de fabrication de gaz inexplosible à domicile et également peintre de genre et de sujets militaires.

## Œuvres
Allemagne
- Munich, Résidence de Munich
  - service encyclopédique, 1807-1808, peintures sur porcelaine dure.

États-Unis d'Amérique
- New York, Metropolitan Museum of Art
  - Entrée de Louis XVI à Paris le 6 octobre 1789 (1789), 13,2 × 20,8 cm.

France
- Auxonne, musée Bonaparte :
  - Bataille d'Abensberg, estampe ;
  - Bataille d'Iéna, estampe ;
  - Bataille du Mont-Thabor, estampe ;
  - Bataille de Wagram, estampe gravée par Louis-François Mariage ;
  - Bataille de Preussich-Eylau, estampe ;
  - Prise d'Ulm, estampe ;
  - Bataille de Friedland, estampe.
- Cherbourg-Octeville, musée Thomas Henry
  - Course de chevaux, ancienne collection Bon Thomas Henry, don au musée en 1835[14]
- Dijon, musée des Beaux-Arts
  - Bataille, huile sur toile, 56 × 60 cm[15].
- Gray, musée Baron-Martin
  - La Chasse à courre, huile sur toile, 51 × 67 cm, MNR, œuvre récupérée à la fin de la Seconde Guerre mondiale, dépôt du musée du Louvre.
- La Fère, musée Jeanne d'Aboville
  - Deux paysages avec des hussards, huile sur bois, 20x27cm
- Marseille, musée des Beaux-Arts
  - Chasse au cerf, huile sur toile.
- Paris, musée du Louvre :
  - département des arts graphiques
    - Arrivée au Louvre des trésors d'art de la Grande Armée[16].

  - département des peintures :
    - Halte de cavaliers, huile sur toile. Exposé au salon de peinture et de sculpture de 1798[8] ;
    - Une chasse à courre, huile sur toile.

  - département des objets d'art
    - service encyclopédique, 1805-1806, peintures sur porcelaine dure.Riom, Musée Mandet
- Riom, Musée Mandet
  - Chasse sous bois, huile sur toile
  - Repas de chasse sous bois, huile sur toile
- Sèvres, musée de la manufacture :
  - service des Vues diverses[17]
- Toulouse, musée des Augustins
  - Le Coche, huile sur toile[18]
- Versailles, musée Lambinet
  - Charlotte Corday et Barbaroux rendant visite à des paysans girondins[19]
- Versailles, musée national des châteaux de Versailles et de Trianon
  - Le Camp de Saint-Omer, 1788, huile sur toile.
- Vizille, musée de la Révolution française
  - Un marché aux chevaux, 1793, huile sur panneau, 55,3 × 81 cm. Exposé au salon de 1798[8],[7].

Œuvres de Jacques François Joseph Swebach-Desfontaines
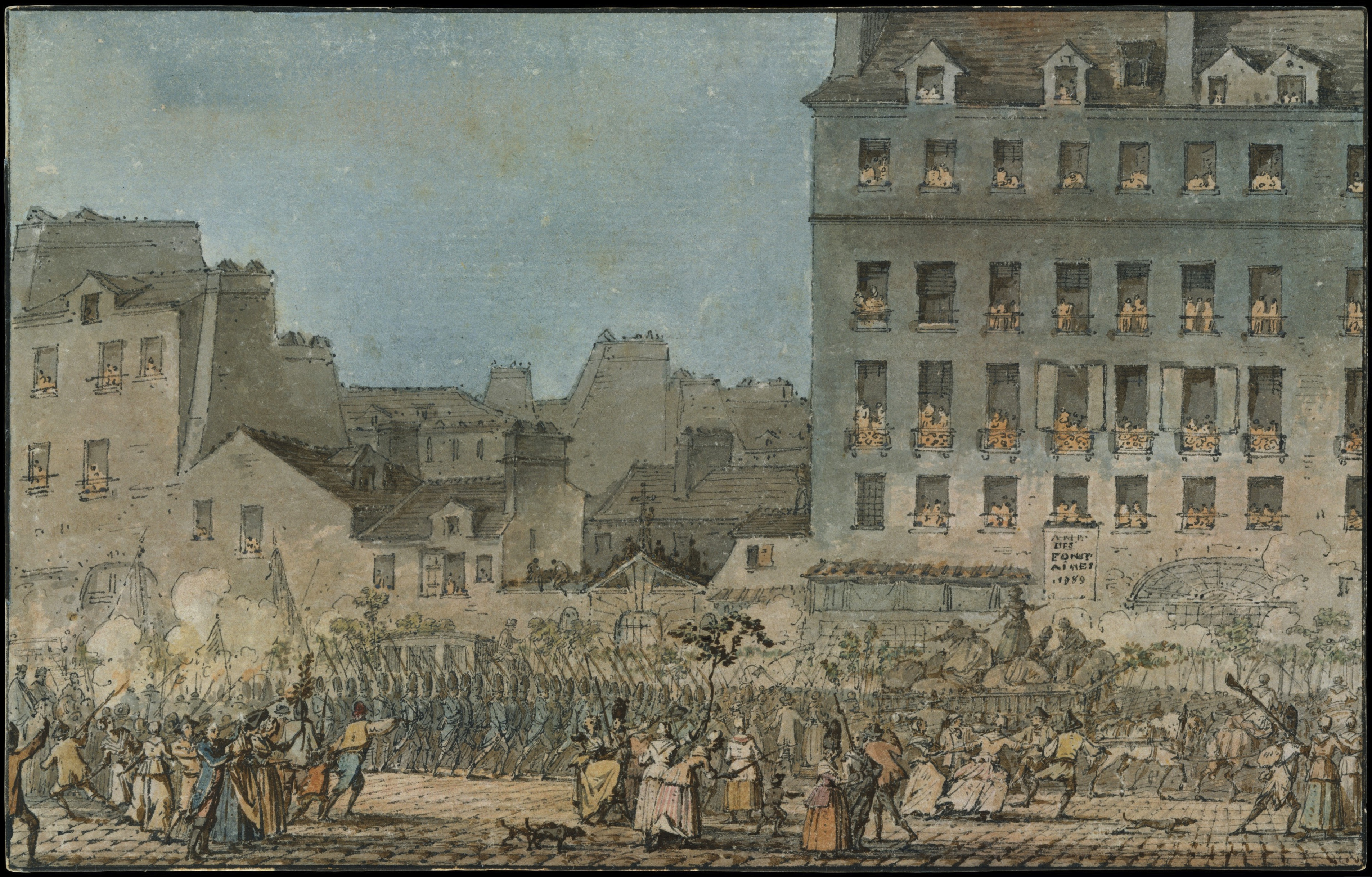
Entrée de Louis XVI à Paris le 6 octobre 1789 (1789), 13,2 × 20,8 cm. New York, Metropolitan Museum of Art.
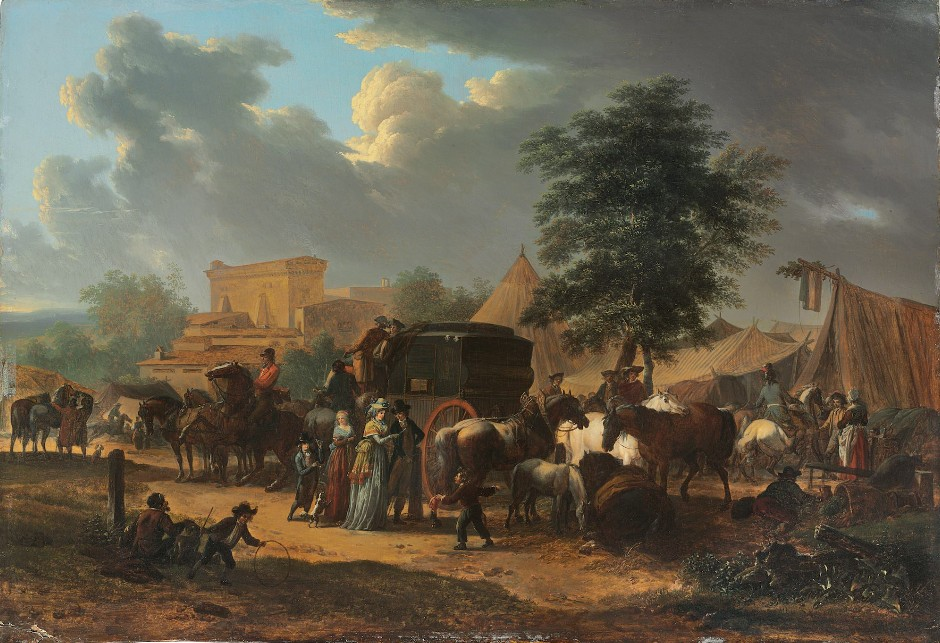
Un marché aux chevaux (1793), 55,3 × 81 cm. Vizille, musée de la Révolution française[7].
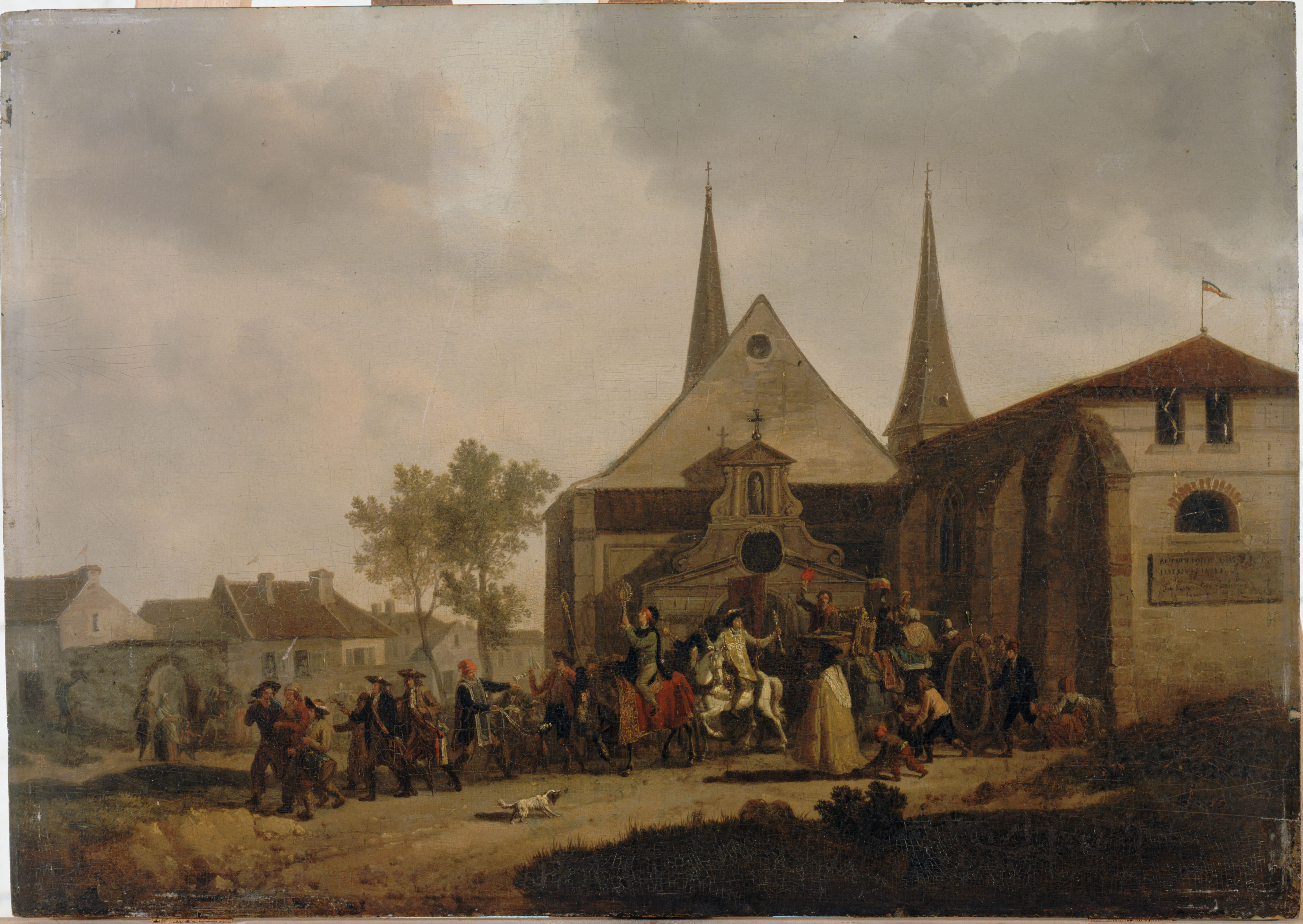
Désaffectation d'une église (1794). Paris, musée Carnavalet.
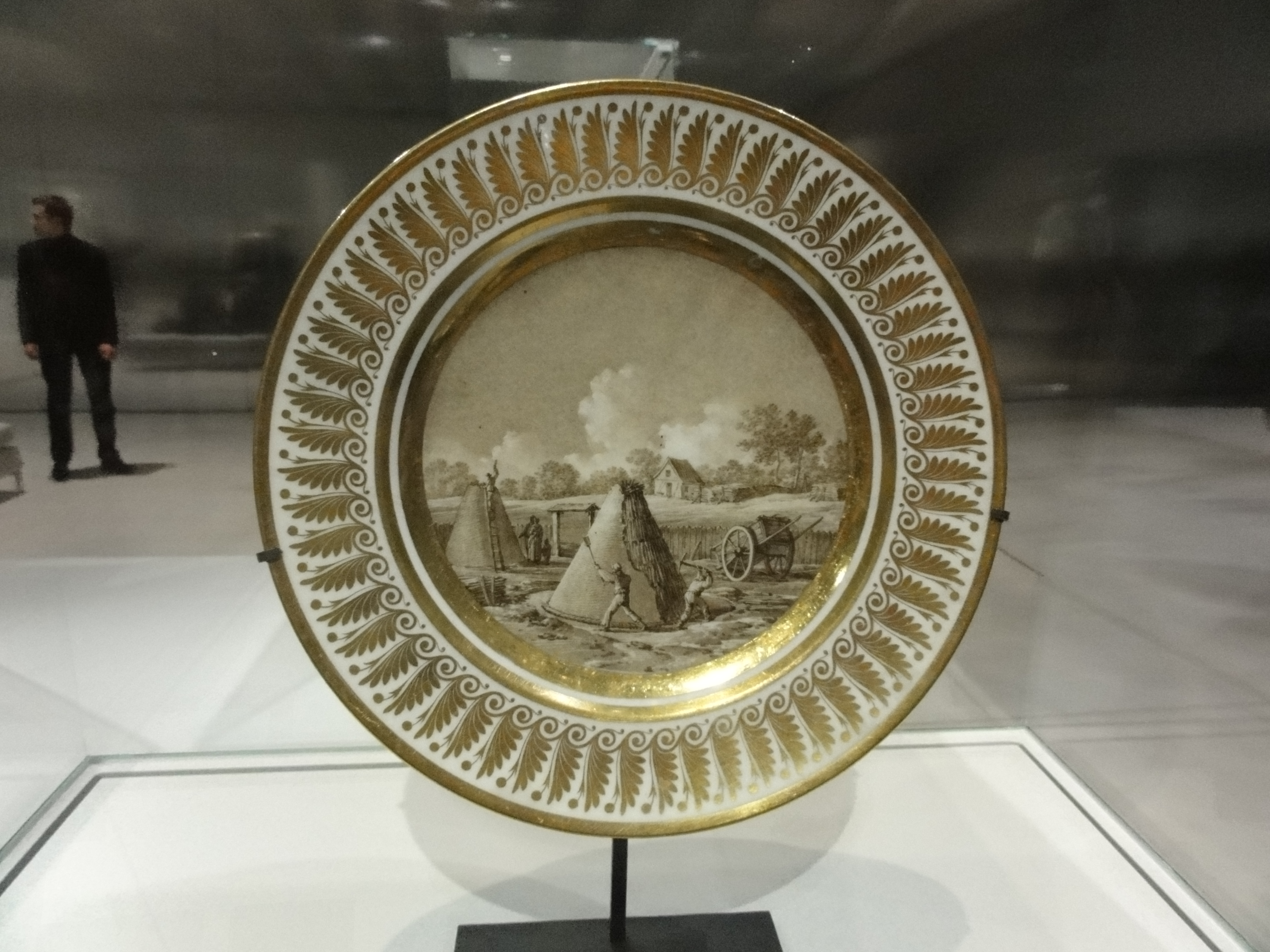
Assiette à dessert du service encyclopédique : Fabrique de charbon (1805-1806). Paris, musée du Louvre.
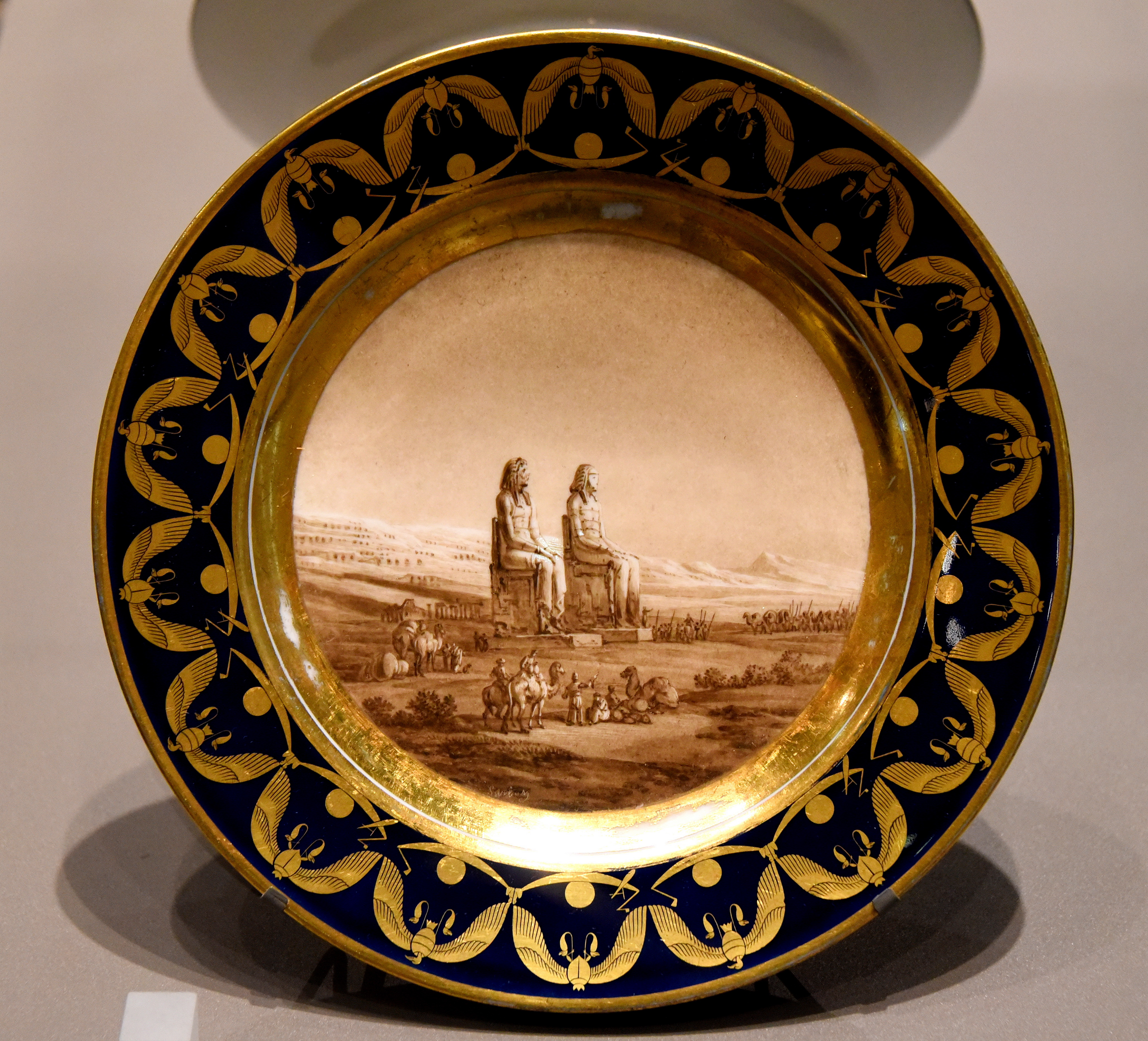
Assiette du service égyptien : Statues des colosses de Memnon à Louxor, Égypte[n 2]. Londres, Victoria and Albert Museum.